# بيرت لي
بيرت لي (بالإنجليزية: Bert Lee)‏ (1 أغسطس 1879 في المملكة المتحدة - 14 يناير 1958 بساوثهامبتون في المملكة المتحدة) هو لاعب كرة قدم بريطاني (وحمل سابقاً جنسية المملكة المتحدة لبريطانيا العظمى وأيرلندا) في مركز الوسط. شارك مع منتخب إنجلترا لكرة القدم. أما مع النوادي، فقد لعب مع نادي دندي ونادي ساوثهامبتون ونادي بول تاون.

## وصلات خارجية
- بيرت لي على موقع ناشيونال فوتبول تيمز (الإنجليزية)